# Need for Speed: Carbon
A Need For Speed: Carbon egy árkád versenyjáték, melyet az EA Black Box fejlesztett és az Electronic Arts adott ki 2006 őszén. A Need for Speed sorozat tizedik darabja, ami az egy évvel korábban megjelenő Need for Speed: Most Wanted című epizód közvetlen folytatása. (2010-ben megjelent az ingyenes Need for Speed: World, amiben Palmont City és az előző rész helyszíne, Rockport is szerepelt. 2015. július 14-én az EA megszüntette a játék támogatását így több ingyenes játékával együtt leállította az NFS World szervereit.)
A PlayStation Portable, Nintendo DS és Game Boy Advance változatok a Need for Speed Carbon: Own the City nevet kapták, ahol a játékos Coast City városában autózhatott, a történet és a segítők képességei pedig különböztek a többi verzióban megismerttől. Az Own the City 2009-ben Zeebo platformra is elérhetővé vált, előretelepített alkalmazásként.

## A játék története
A Need for Speed: Carbonban a versenyek a városban kezdődnek, és a kanyonokban érnek véget. A játékosnak könyörtelen harcot kell folytatnia a város feletti irányításért és utcáról utcára kell meghódítania a rivális városnegyedeket. A veszélyes autóversenyzés egyetlen célja maga a célbajutás – a tiltott száguldást azonban a rendőrség sem nézi jó szemmel.
A PSP változatban az egész játék városi környezetben zajlik, nincsenek kanyonok, de vannak erdők. 2010-ben egy lelkes modder: nfsu360 – elkészítette az első teljes körűen tuningolható autót a játékhoz, ami a Bugatti Veyron. Az autó a Lamborghini Murcielago-t cseréli le.
A Need for Speed: Carbon a második Need for Speed játék amiben komolyabb hangsúlyt kap a történet. (Az Underground 1&2-ben is próbálkoztak "történetmeséléssel", de igazi sikert a Need for Speed: Most Wanted-del értek el.) A történet egy eleinte névtelen sráckörül bonyolódik. (Ő a Need for Speed: Most Wanted főszereplője is. Gyanítható hogy a Need for Speed: Underground részekben is őt alakíthatta a játékos és hogy a Need for Speed: ProStreet-ben is őt irányíthatjuk. A Need for Speed: ProStree-tben Ryan Cooper néven emlegetik.) Mikor visszatér Palmont Citybe ,rögtön "belefut" a Need for Speed: Most Wanted-ben megismert Cross-ba (ő volt a Need for Speed: Most Wanted-ben a Rockport Police Department legjobb embere), aki a Rockporti számlát kívánja rendezni. 
Egy rövid autós közjáték után a főszereplő összetöri a már a Need for Speed : Most Wanted-ben is használt BMW-t és így Cross utoléri. (Ezt semmilyen módon nem kerülheti el a játékos.) Amint ez megtörténik és Cross elkezdi a "vallatást", megérkezik Darius és csapata hogy kérdőre vonják Cross-t mondván: "Milyen jogon "vadászol" itt, az én engedélyem nélkül?" (Ez az incidens Darius területén zajlik.) 
Mire Cross közli, hogy Rockporttól követ minket és hogy súlyos vérdíj van rajtunk Darius ezt egyenlíti is és közli velünk hogy innentől kezdhetünk törleszteni. Mégpedig oly módon, hogy segítünk a rivális bandák területeit elfoglalni. Végszóra befut Nikki, aki egy picit indulatosan fogad minket. (Feltehetőleg korábbról ismer minket.) De Darius lenyugtatja és elküldi velünk, hogy kiválasszuk az első autónkat a játékban. Innentől a rivális bandák területeinek elfoglalása lesz a fő célunk. (Saját bandát létrehozva kezdetben Darius-nak, majd később ellene dolgozunk.) A Bandák változatosak: Van japán banda, a Bushido - vezetője: Kenji, TFK - vezetője: Wolf, The 21st Street - vezetője: Angie és a Stacked Deck Dariusszal az élen.

### Versenyek
Körverseny: Olyan verseny, ahol általában 8 játékos vesz részt. (Általában 2-3 körös versenyek vannak.)
Sprint: Olyan verseny, ahol általában 8 játékos vesz részt. A klasszikus körversenyekkel ellentétben itt A pontból B pontba kell eljutnunk. + Sprint versenyek a kanyonban is zajlhatnak általában 4 fővel.
Traffipax: Sprintpálya, ahol az út bizonyos részein traffipaxok vannak. Amik lemérik hogy milyen gyorsan haladtunk át rajtuk, ezeket az értékeket összesítik és a verseny végén akinek a legmagasabb a sebesség összege az nyert. (Hasonlóan a Sprint versenyekhez ez is A és B pont között zajlik.)
Ellenőrzőpont: Sprint pályán egyedül az idő ellen versenyezve kell egy megadott idő alatt megadott mennyiségű ponton keresztül haladnunk. (A csekkpontok érintésével plusz időt kaphatunk.)
Drift: Minél jobban csúszik az autód, annál több pontot kapsz. A drift lehet körverseny, de lehet a kanyonban sprint.
Kanyon: Ez a legkeményebb versenyfajta. Itt szoktak végleg "kiiktatni" egy csapatot. Két körből áll egy kanyonfutam. Az első körben te vagy hátul és üldözöd az előtted levőt. A második körben csere van. Minél közelebb van a hátsó autó a menekülőhöz, annál több pontot kap.
- Ütközés esetében, ha elöl vagy, +5000, ha hátul, -5000 pont.
- Ha leesik valamelyik versenyző, az veszített.
- Ha valaki elhúz az ellenfelétől 10 másodpercig, az nyert.

### Csapatok
Bushido: Kenji által vezetett csapat, ami Downtownban helyezkedik el. Ez az első rivális általában.
- Kenji autója: Mazda RX-7, majd később Dariusnál Mitsubishi Lancer Evolution
- Kenji segítője: Yumi: Mitsubishi Eclipse GT
- Autófajta: Tuning

TFK: Wolf által vezetett csapat, ami Fortunában helyezkedik el.
- Wolf autója: Aston Martin DB9, majd később Dariusnál Lamborghini Murciélago
- Wolf segítője: Colin: Porsche Carrera
- Autófajta: Egzotikum

Angie's 21st Streets: Angie által vezetett csapat, ami Kemptonban helyezkedik el.
- Angie autója: Dodge Charger R/T, majd Dariusnál: Dodge Challenger
- Angie segítője: Samson: Plymouth Hemi Cuda
- Autófajta: Izom

Stacked Deck: Darius által vezetett csapat, ami Silvertonban helyezkedik el. Ez az utolsó, és egyben legnagyobb rivális.
- Darius autója: Audi Le Mans Quattro
- Ha legyőzöd Dariust, vége a karriermódnak.
- Autófajta: Egzotikum

### Kisebb csapatok
- Rotor 4
- Scorpios
- Black Hearts
- Kings
- Inferno
- Los Colibries

## Érdekességek
- A Need for Speed: Undergroundban a rendőrök nem jutottak szerephez, ám a folytatásként megjelenő Need for Speed: Most Wanted-ben már igen, ahogy a Need for Speed: Carbonban is.
- A riválisok mindegyike saját vezetési stílussal rendelkezik.
- A játék területe négy nagy kerületre van osztva (Downtown, Kempton, Fortuna, és Silverton), ezek mindegyikén öt meghódítható terület van, kivétel Silverton, mert ott hét.
- A Need for Speed sorozat korábbi tagjaihoz hasonlóan itt is egészen apró részletekig lehet az autót tuningolni, optikai- és teljesítmény-szempontból egyaránt.
- A játéknak kapható egy különleges kiadása is, amelyben a DVD extrákhoz hasonlóan láthatók werkfilmek és exkluzív videók, valamint három új autót lehet három új pályán vezetni, végül új matricák is elérhetővé válnak.
- A játék zenéjét Trevor Morris szerezte; a főszereplő exbarátnőjét Emmanuelle Vaugier kanadai színésznő alakítja.
- A játékot tuningolatlan Mazda RX8-cal is végig lehet játszani (Tesztelve!)